# 奧爾良的路易絲 (1882年—1958年)
路易絲·法蘭索瓦絲·瑪麗·蘿兒（法語：Louise Françoise Marie Laure，1882年2月24日—1958年4月18日），生于法國，为西班牙国王胡安·卡洛斯一世的外祖母。